# 奥古斯都山国家公园
奥古斯都山国家公园（英文：Mount Augustus National Park）位于珀斯以北852公里，米卡萨拉西北390公里处，地处西澳的盖斯科因地区，连接奥古斯都山国家公园和其东边的卡那封的公路长490公里。由于其本身的特征，奥古斯都山被当地瓦德加里原住民称作布林古拉，这些特征也是其成为国家公园的基础。

## 奥古斯都山
奥古斯都山是一座海拔1106米的孤山，比当地平原高出约860米，占地面积4795公顷。其中脊长约8公里。由于旅游促销的广告与信息，奥古斯都山作为“世界最大的独块巨石”被大众熟知，但这个称谓并非来源于地理学文献，也没有被任何学术研究证实过。
奥古斯都山的规模是乌鲁鲁的两倍。它并不像乌鲁鲁那样是一座缺少植被的独块岩石，而是一座拥有植被的单斜层（一个不对称的背斜，资料来源于西澳环保局）。登上山顶需要5个小时（含返回），有两条路线可选（一条的攀岩难度为四级，另一条为五级），同时还有一些路径可供游客探索。
在奥古斯都山火车站附近有一个拖车公园。此公园为游客提供“栋加”风格的住处和一个在旅游高峰期营业的餐馆。

## 地质情况
奥古斯都山由砂岩和砾岩构成，地理学家认为，这些砂岩形成于奥古斯都山北端的古老花岗岩上 。奥古斯都山的砂岩是由古代河道的沉积物所堆积而成的。比起已有16.4亿年历史的花岗岩沉积，奥古斯都山砂岩的形成时间稍微晚一些。在地质构造运动的作用下，最初和水平线平行的沉积物慢慢变为不对称的背斜。

## 欧洲人对奥古斯都山的探索历史
弗朗西斯·托马斯·格雷戈里在其长达107天的盖斯科因之旅中，于1858年6月3日登上奥古斯都山的顶峰，成为有历史记录以来第一个登上此山的欧洲人。几周以后，他以其兄奥古斯都·查理斯·格雷戈里爵士（1819-1905）的名字为这座山命名。当时奥古斯都正在进行他的最后一次远征，这次远征旨在找寻路德维希·莱卡特的下落，在对昆士兰西部进行突袭之后这次远征以失败告终。

## 标签
1. ↑  . Department of Environment and Conservation: 48. 2010  [2011-10-26]. ISSN 1835-114X. （原始内容存档于2011-01-11）.
2. ↑  Naturebase （页面存档备份，存于） WA Department of Environment and Conservation (accessed 10 April 2007)
3. ↑  Muhling P.C. & Brakel A.T. 1985. Geology of the Bangemall Group — The evolution of an intracratonic Proterozoic basin. Western Australia Geological Survey, Bulletin 128, 266 p. GSWA download search （页面存档备份，存于）

## 外链
- Mount Augustus National Park（页面存档备份，存于）